# Заречье (Гурьевский район)
Заре́чье — посёлок в Гурьевском городском округе Калининградской области. Входит в состав Добринского сельского поселения.

## История
Посередине между Куршским заливом и долиной Преголи располагалась прусская волость Кайм (Caym), центром которой был Каймен. Здесь были обнаружены погребения VIII века. Погребальные поля Каймена одни из самых значительных в окрестностях Лабиау и Восточной Пруссии в целом. Они лежали, видимо, к западу от прусского вального укрепления в пределах священной рощи, фигурирующей в документах Тевтонского ордена ещё и в 1459 году. Здесь преобладают погребения, относящиеся ко временам Римской империи, но также имеются и позднеязыческие, и раннеорденские. Найденные могилы указывают на то, что Каймен в позднеязыческий период был центром хорошо населенной волости.
Первое упоминание Каймена встречается в январе 1255 года, когда король Чехии Оттокар II двинулся после захвата замка Рудау в направлении Тапиау. Нобили Кайма без боя подчинились ему, приняли христианство и оставили заложников.
Прусский замок Кайм впервые упоминается в 1258 году. Согласно произведенному тогда разделу земель Самбии между Тевтонским орденом и соборным капитулом Замланда он перешёл к Ордену, который с 1261 года приступил к дальнейшему совершенствованию его укреплений. Перекрыв плотиной текущий мимо ручей, позднее Кайменский мельничный ручей, орденские инженеры создали большой пруд, защищавший замок с запада. Прокопав ров, они образовали остров, на котором построили блокгауз.
Литовцы брали замок Каймен в 1308 году и в 1350 году.
Чтобы обеспечить большую его устойчивость к нападениям, по инициативе маршала Ордена и комтура Кёнигсберга, Зигфрида фон Дахенфельта (1347—1359), замок был отстроен в камне и окружен водными преградами. С этого момента замок Каймен становится центром каммерамта — административно-хозяйственного округа Ордена. В 1424 году прусс по имени фон Тренк был фогтом или камерарием в Каймене. Старое вальное укрепление, используемое в качестве форбурга к югу от Каймена, было надстроено Орденом.
Герцог Альбрехт сделал замок Каймен своим охотничьим замком, который также охотно использовал курфюрст Иоанн Сигизмунд. Реконструкция и расширение происходили под руководством архитектора Бласиуса Берварта в 1582/83 году. Великий курфюрст в 1668 году сделал замок центром домена (государственных земель). В XIX веке замок был жилищем арендатора домена. Ещё в 1827 году основа замка была в полной сохранности. После 1945 года она пришла в упадок и была изуродована новыми пристройками. До войны ещё существовала на первом этаже хорошо сохранившаяся комната с 2 расположенными рядом крестообразными сводами орденских времен. В 2010 году остались лишь фрагментарно сохранившиеся наружные стены, спрятанные под разросшейся растительностью.
В Каймене с 1886 года по 1925 год имелась школа с 2 классами, в которые ходили также ученики из Ботенена и Вильдиттена. Последним директором школы был кантор Бруно Шмидт. Здание школы сгорело в 80-е годы XX века. На остатках стен построили жилой дом.
Поместье Каймен площадью 651 га принадлежало в качестве домена государственной казне.

## Население
| 2002 | 2010 |
| ---- | ---- |
| 310  | ↗341 |